# Mas de Sant Vicenç
El Mas de Sant Vicenç és un mas al municipi de Ginestar (Ribera d'Ebre).